# Raymond Ier de Roquefeuil
Raimond ou Raymond d'Anduze, dit de Roquefeuil, ou encore Raymond Ier d'Anduze-Roquefeuil, mort après octobre 1200, est un seigneur du Rouergue et des Cévennes, issu de la maison d'Anduze. Héritier de la première famille de Roquefeuil, par sa mère, il est l'auteur d'une seconde maison dite de Roquefeuil-Anduze.

## Biographie

### Origines
Raimond ou Raymond (Raimundus, Raimundo de Rocafolio) est le fils (aîné ?) du seigneur Bertrand/Bernard d'Anduze, et d'Adélaïde, dame de Roquefeuil, seule héritière de sa maison,,. Le contrat de mariage de ses parents stipule que leurs descendants porteront le surnom maternel de Roquefeuil,.
Raymond, héritier de sa mère, donne naissance à la seconde famille de Roquefeuil. Son frère, Bernard [VI] (mort entre 1178-1181), dit dans un premier temps de Roquefeuil, prend par la suite le surnom d'Anduze, puisqu'il hérite de son père, le fief d'Anduze que ce dernier a finalement obtenu,.

### Mariage
Raymond épouse, vers 1174, Guillemette, fille de Guilhem VII, seigneur de Montpellier, et de Mathilde de Bourgogne fille de Hugues II, Duc de Bourgogne et de Mathilde de Mayenne,,,. La promesse de mariage est signée en novembre 1169, Guillemette de Montpellier a alors âgée de dix ans. Elle porte le nom de Marquise dans le testament de son frère.
Par ce mariage, est établi une parenté de grandes maisons princières. La dot est fixée à cent marcs d'argent fin, avec pour garantie vingt chevaliers de la terre de ses parents, plus seize otages de familles distinguées, et plusieurs terres assignées,.

### Seigneur du Rouergue

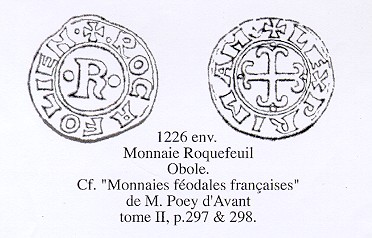
Exemple postérieur d'Obole Roquefeuil-Anduze (début XIIIe siècle).

Raymond hérite de sa mère, des titres et des terres de la baronnie de Roquefeuil, dite aussi de Roquefeuil-Meyrueis. Roquefeuil est situé sur l'actuelle commune de Saint-Jean-du-Bruel, en Rouergue, et Meyrueis, appartenant au Languedoc, se trouve à la frontière du Gévaudan et du Rouergue. Parmi les biens, sont cités par Mazel (1912), la seigneurie et le château d'Algues, Nant, Roquefeuil, Sauclières, Saint-Michel-de-Roubiac (?), etc. qui passèrent à son fils cadet, Arnaud Ier.
D'après un acte de Saint-Jean-du-Bruel, datant de 1188, les deux frères, Raymond et Bernard se partagent la baronnie de Roquefeuil, sous l'arbitrage de l'évêque de Mende, Guillaume II, du comte de Rodez, Hugues II et de Guigues Meschin (Guyou le Melchin),. Sont ainsi mentionnés les lieux suivants, le « château de Meyrueis […] en Agremont […] en Esparron […] en Autrive […] en Plagnol […] en Montesquieu ».
Par un acte de mai 1189 — des serments réciproques —, il partage avec son frère (tibi R. de Rochafolio et fratri tuo B. de Andusia) la seigneurie et le château de Brissac (castrum de Breissacho), avec Vierne de Ganges et son fils,.
Il se dote d'un sceau, attesté en 1193,. Il s'agit d'un acte de reconnaissance à l'église de Rodez pour les châteaux de Caylus et de Montméjan,.
Raymond de Roquefeuil semble frapper de la monnaie, des deniers et des oboles, mais ces derniers sont rares. L'atelier de Roquefeuil est situé à Sommières,.
Raymond de Roquefeuil est mentionné pour la dernière fois dans la quittance de dot, datant de 1200, de Guillemette par son frère Guilhem VIII, seigneur de Montpellier,.

## Famille
Raymond de Roquefeuil épouse Guillemette de Montpellier, dont sont issus : 
- Raymond II, auteur de la branche aînée, des vicomtes de Creyssel[20]. ∞ Dauphine de Turenne.
- Arnal/Arnaud Ier, auteur de la branche cadette, tige des comtors de Nant[20]. ∞ (?) N.N. ; ∞ (2?) Beatrix/Béatrice, probablement la fille de Pierre Bermond [IV] d'Anduze.
- Guillaume, novice de Saint-Victor de Marseille, abbé, sans avoir été ordonné, de Saint-Guilhem-le-Désert (1228-1249), sous le nom de Guillaume III (HGL, t. 4, p. 542)[21].

La généalogie proposée par le site Internet Foundation for Medieval Genealogy ajoute :
- Bernard, qui serait mentionné dans le testament de 1241 de son frère Arnaud
- N.N., qui serait mentionné dans le testament de 1241 de son frère Arnaud, ∞ (?) N.N. de Caylus.